# Daphnia middendorffiana
Daphnia middendorffiana är en kräftdjursart som beskrevs av Fischer 1851. Daphnia middendorffiana ingår i släktet Daphnia och familjen Daphniidae. Inga underarter finns listade i Catalogue of Life.